# ユニ春
- ユニバーサル・デスティネーションズ&エクスペリエンシズ > ユニバーサル・スタジオ・ジャパン > ユニバーサル・スタジオ・ジャパンのスペシャルイベント > ユニ春

『ユニ春』（ユニバル）は、ユニバーサル・スタジオ・ジャパンで2017年から開催されている学生向け応援キャンペーン。2017年と2018年には『ベスト・フレンズ・フォーエバー・キャンペーン』、2019年と2020年には『ユニバーサル・スチューデント・フェスティバル』として実施されていた。

## 概要
『ユニ春』は、ユニバーサル・スタジオ・ジャパン15周年記念プログラム「RE-BOOOOOOOORN!」の一環として、2017年2月1日にスタートした。限られた学生生活の中で、パークで過ごす時間を忘れられない思い出にし、一緒に過ごした仲間との絆を“世界最高”のものにすることを目的としている。
2019年にキャンペーン名が『ユニバーサル・スチューデント・フェスティバル』に変更され、2020年から「ユニ春」という単語が使われ始めた。2021年からは正式名称として採用されている。
また、2023年からは『ユニ春』のコンセプトに共感したアーティストが出演する「ユニ春！ ライブ」が開催され、キャンペーンの魅力がさらに拡大している。

## 2017年
2017年には、2月1日から3月31日の期間に、関西2府4県（大阪府、京都府、兵庫県、奈良県、滋賀県、和歌山県）以外に在住または在学する大学生（大学院生を含む）、短大生、各種専門学校生、高校生、中学生を対象としたキャンペーンが実施された。このキャンペーンでは、専用チケット「BFFパス（ベスト・フレンズ・フォーエバー・パス）」を購入して来場した3～5名のグループが、翌年の同期間（2018年2月1日～3月31日）に同じメンバーで再来場すると、グループ全員分のスタジオ・パス（1日券）が無料になる特典が提供された。
同年2月1日には、学生代表としてタレントの岡田結実、鶴嶋乃愛、日達舞が来場し、学生旅行で訪れていたゲストとともに『ザ・フライング・ダイナソー』や『ウィザーディング・ワールド・オブ・ハリー・ポッター』を体験した。

## 2018年
2018年の『ベスト・フレンズ・フォーエバー・キャンペーン』も、2017年と同様に関西2府4県（大阪府、京都府、兵庫県、奈良県、滋賀県、和歌山県）以外に在住または在学する大学生（大学院生を含む）、短大生、各種専門学校生、高校生、中学生を対象に実施された。専用チケット「BFFパス（ベスト・フレンズ・フォーエバー・パス）」を購入して来場した3～5名のグループが、翌年の同期間（2019年2月1日～3月31日）に同じメンバーで再来場すると、グループ全員分のスタジオ・パス（1日券）が無料になる特典が提供された。さらに、2018年からはリアル脱出ゲーム『名探偵コナン・ザ・エスケープ』にグループで参加できる「グループ確約」などの新たな特典が追加された。

## 2019年
2019年からキャンペーン名が『ユニバーサル・スチューデント・フェスティバル』に変更され、2月1日から3月31日までの期間に、学生を対象とした4つのキャンペーンが実施された。
1つ目は、『ベスト・フレンズ・フォーエバー・キャンペーン』と同様に、2名以上のグループで2019年に来場し、翌年も同じメンバーで再来場すると“全員入場無料”になる特別な1デイ・スタジオ・パス『ユニバーサル・スチューデント・パス』が販売された。この年から対象人数が3名から2名に変更され、より参加しやすくなった。
2つ目は、「ユニバーサル・ドリーム・キャンペーン」と題し、“#USJでこれできたら最高でしょ”というハッシュタグを付けて、学生がパークでやってみたいことをSNSに投稿すると、選ばれた投稿内容をパークが実現するというものだった。
3つ目は、「“大人”パーク体験キャンペーン」と題し、“#USJで大人体験とか最高でしょ”というハッシュタグを付けて学生がSNSに投稿すると、抽選で“豪華パーク体験”が当たるキャンペーンだった。賞品として、「ロイヤル・スタジオ・パス」やグッズを詰め合わせた“大人買いセット”などが用意された。
4つ目は、「パーク貸切ナイト・キャンペーン」と題し、2019年2月25日から3月1日までの期間中、パーククローズ後の1時間、アトラクションを学生だけで楽しめる貸切イベントが実施された。期間中に学生証を提示して来場した学生ゲストであれば、誰でも参加可能だった。
貸切期間中には、レストラン「メルズ・ドライブイン」でスヌーピーやセサミストリートのキャラクターたちと記念撮影ができる体験が提供されたほか、15～20分おきにシャッターチャンスのアナウンスが行われ、スペシャル・カメラマンによるインスタントカメラで撮影した写真がプレゼントされる企画も実施された。
2月1日に行われた開幕宣言セレモニーには、飯豊まりえと福田愛依が参加し、セレモニー終了後にはアトラクション「ジョーズ」を体験した。

## 2020年
2020年2月1日から3月31日の期間限定で開催された。この年から、「ユニバーサル・スタジオ・ジャパンでの春」を略した「ユニ春」という名称が使用されるようになった。
2020年の『ユニバーサル・スチューデント・フェスティバル』では、パーククローズ後の1時間、アトラクションを学生だけで楽しめる「学生限定 アトラクション貸切ナイト」が実施されたほか、「ユニバーサル年間パス」の学生限定割引や、同じメンバーで1年後に再来場すると次回の1デイ・スタジオ・パスが無料になる「次回無料券付フレンズ・パス」が提供された。
イベントの開催に合わせて、NMB48のメンバーである梅山恋和、上西怜、山田寿々、山本彩加、南羽諒の5名が出演する青春動画が公開された。この動画では、Hump Backの楽曲「LILLY」が使用された。

## 2021年
この年からキャンペーン名称が正式に『ユニ春』へと変更された。
新型コロナウイルス感染症の影響によるロックダウンで学生生活の思い出を十分に作れなかった現役学生や、2021年春に卒業する卒業生を対象に、「ユニバーサル年間パス」が学生限定で5,000円引きとなる特別価格で提供された。
3月4日からは、モデルの莉子、秋田汐梨、永瀬莉子が出演するユニ春スペシャル動画「青春たっぷり！大切な仲間と一緒に、思いっきり笑顔はじけるパーク体験」が公式ウェブサイトで公開された。動画の楽曲には、KALMAの「これでいいんだ」が使用された。KALMAのメンバー畑山悠月は、「楽しい思い出や悲しかった思い出もすべて抱きしめ、時には失敗や落ち込みもあるけれど、結局は自分の人生だから、自分の思うままに生きていこう」という思いを込め、この曲が自然に生まれたと語っている。

## 2022年
2022年2月1日から4月7日まで、新型コロナウイルス感染症の影響で十分に思い出を作ることができず、前年も制約を受けた学生たちに“最高の思い出”と“強い絆”を提供し、“満開の笑顔”で新年度を迎えてもらいたいという思いを込め、「ユニバーサル年間パス」が学生限定の特別価格（通常価格より5,000円引き）で販売された。
さらに、3月4日から3月17日まで、毎日学生だけがパーククローズ後の1時間アトラクションを貸切で楽しめる「学生限定 アトラクション貸切ナイト」が実施された。
また、1月14日からは、Five emotionが出演するスペシャルムービーが公式ウェブサイトで公開され、楽曲にはFOMAREの「愛する人」が使用された。

## 2023年
2023年2月1日から4月6日まで、新型コロナウイルス感染症の影響で思い出作りに制限を受け、思いきり楽しむことができなかった学生たちに、この春は忘れられないパークでの思い出を作ってもらいたいという思いを込めた特別なキャンペーンが実施された。このキャンペーンでは、「1.5デイ・スタジオ・パス」より2時間早く入場でき、“ほぼ2日間”パークを楽しめる学生限定割引パス「ほぼ2デイ学割パス」が「1デイ・スタジオ・パス」と同価格で販売された。また、グッズ購入に利用できる2,000円分のクーポン（パーク内のみ、1回限り）付き「ユニバーサル・プライム年間パス・スタンダード」が学生限定で販売された。
1月26日には、新CMが公開され、山﨑天と日向亘が出演した。CMのテーマソングには、一般のゲストから募集した“パークでの学生時代の忘れられない思い出”をもとに、YOASOBIが書き下ろした「アドベンチャー」が採用された。この楽曲は2月1日からアトラクション「ハリウッド・ドリーム・ザ・ライド」にも搭載され、特別な体験を提供した。
さらに、本年から新たな試みとして「ユニ春！ ライブ 2023」が開催され、ソニーミュージック所属の4組のアーティストが出演した。3月11日に「YOASOBI」、3月12日に「櫻坂46」、3月25日に「Little Glee Monster」、3月26日に「NiziU」が登場し、パークを盛り上げた。

## 2024年
2024年2月1日から4月7日まで、学生たちが大切な仲間や友人とともに“学生史上最高の1日”を満喫し、“永遠に忘れられない春の思い出”を作ることを目指したさまざまなプログラムが展開された。学生限定チケット「ほぼ2デイ学割パス」と、2,000円分のクーポン付き「ユニバーサル・プライム年間パス・スタンダード」が販売された。
1月25日には、新TVCMが公開され、2種類のストーリーが放送された。「永遠みたいな春になれ編」では卒業を間近に控えた高校生たちの忘れられない一日を描き、「ほんとの僕らをはじめに行こう編」では、春の旅行でパークを楽しみ、心をさらけ出して絆を深める大学生たちの姿が描かれた。
本年には、新たにSNS動画投稿キャンペーン「#ユニ春Memories」が登場し、テーマソングとしてNiziUの「Memories」が採用された。この楽曲は、アトラクション「ハリウッド・ドリーム・ザ・ライド」（2月1日～2月27日）および「ハリウッド・ドリーム・ザ・ライド ～バックドロップ～」（3月20日～4月7日）にも搭載された。
また、「ユニ春！ ライブ 2024」が開催され、ソニーミュージック所属の5組のアーティストが登場した。2月24日に「LiSA」、2月25日に「NiziU」、3月2日に「緑黄色社会」、3月9日に「日向坂46」、3月10日に「＝LOVE」が出演した。LiSAはライブ後に「鬼滅の刃 XRライド ～夢を駆ける無限列車～」を体験し、パーク内のレストランで限定フードを楽しんだ。
さらに、本年は株式会社JTBが学生応援パートナーに選ばれ、「ユニ春！ ライブ 2024」のチケットやスタジオ・パス付き学生限定貸切パーティが当たるキャンペーンも実施された。

## 2025年
2025年2月1日から4月6日まで、学生の“永遠に忘れられない春の思い出づくり”を応援するプログラムが展開された。学生限定チケットとして、「1デイ学割パス」と「学割ユニバーサル・プライム年間パス・スタンダード（除外日約90日）」が特別価格で販売された。
2024年12月25日には、原菜乃華主演の新CMが公開され、「ドンキーコング・カントリー」や「ハリウッド・ドリーム・ザ・ライド」で過ごす楽しげな姿が描かれた。テーマソングには、sumikaの「10時の方角」が採用された。
2025年2月7日、Lil かんさいの嶋﨑斗亜が出演する新CM「映せないほど、青い春。」編が公開された。CMでは、嶋崎を含む男女4人の高校生が、「ドンキーコング・カントリー」や「ハリウッド・ドリーム・ザ・ライド」などで絶叫したり笑ったりしながら、飾らない素の自分をさらけ出して楽しむ様子が描かれている。我を忘れて夢中になる中で、友だちとの距離がより一層縮まっていく姿が映し出された。

### ユニ春！ ライブ 2025
キャンペーンの一環として開催されるスペシャルライブ『ユニ春！ ライブ 2025』では、2月15日に「sumika」、2月16日に「櫻坂46」、3月8日に「NEXZ」、3月9日に「NiziU」が登場する予定である。
2月15日には、「sumika」がパークに初登場し、CMテーマソング「10時の方角」に加えて、当日にミュージックビデオが初公開となる新曲「Vermillion」を初披露した。2月16日には、「櫻坂46」が2023年以来、2年ぶりに出演し、前年の紅白歌合戦で披露した「自業自得」や新曲「UDAGAWA GENERATION」などをパフォーマンスした。